# Ionización por electrospray

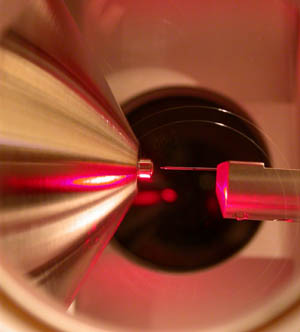
Fuente de ionización por electroespray.

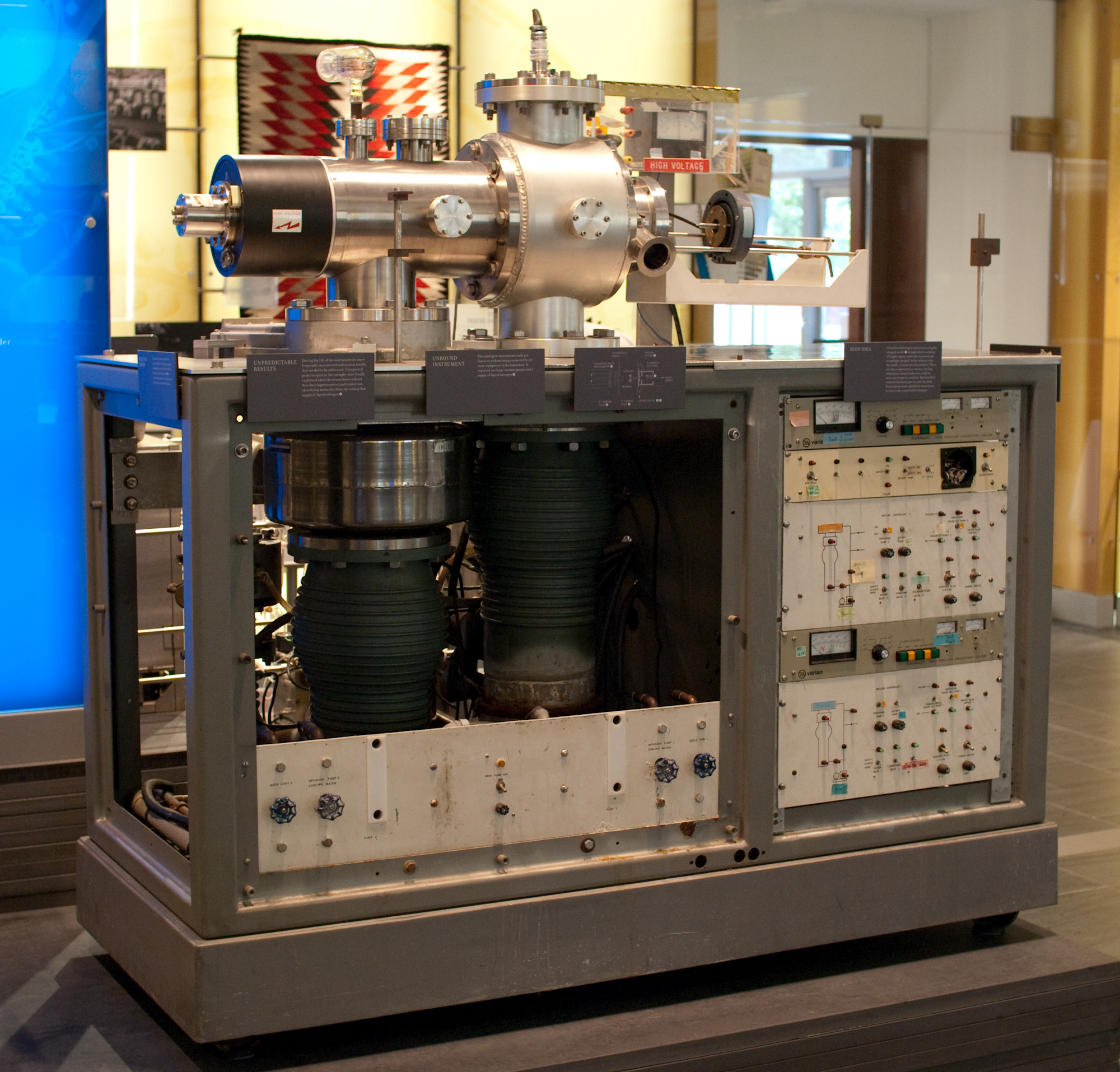
Primera fuente de ionización por electrospray de Fenn (parte superior) acoplado a un espectrómetro de masas de cuadrupolo.

La ionización por electroespray (en inglés: Electrospray ionization o ESI) es una técnica utilizada en espectrometría de masas para producir iones (ESI-MS). Es especialmente útil en la producción de iones a partir de macromoléculas, pues supera la propensión de estas a fragmentarse cuando se ionizan. 
El uso de la fuente de ionización por electrospray como un medio de establecer una interfaz entre un cromatógrafo de líquidos y un espectrómetro de masas vino directamente de la obra de Dole, et al. y fue inventada por vez primera como una unidad LC-Electro-Spray-Ionización-MS por Horton a finales de 1975 (publicado en 1979 en una patente de Phillips Petroleum Co.) La técnica fue reinventada por Fite y publicado en 1980. Debido a que la unidad LC-ESI-MS aún no estaba totalmente preparada para la industria de análisis comercial, estos inventos son anteriores a un hito importante, el trabajo de John Bennett Fenn et al., que persistieron desde finales de los años 1980 en adelante con el refinamiento, desarrollo y consultoría para ayudar a la comercialización de la tecnología, lo que llevó finalmente a que fuera galardonado con el premio Nobel de química en 2002. por el desarrollo de la ionización por electroespray para el análisis de macromoléculas biológicas.

## Funcionamiento
- Se introduce el analito (que será ionizado) disuelto en un solvente más volátil por un capilar de metal muy pequeño y cargado.[3]
- Debido a la repulsión de las cargas eléctricas, el líquido se sale del capilar y forma un aerosol, una nube de pequeñas gotas (10 μm) altamente cargadas.
- Conforme el solvente se evapora, las moléculas de analito se aproximan, se repelen y finalmente, cuando la repulsión de las cargas positivas vence la tensión superficial, estallan las gotas (Explosión de Coulomb).
- El proceso se repite hasta que el analito está libre de solvente, de modo que no quedan más que iones.
- Los iones se mueven hacia el analizador de masa.

## Acoplamiento en tándem a la cromatografía líquida
Una de las ventajas de la Espectrometría de masas de ionización por electroespray es que puede acoplarse en tándem a la cromatografía líquida, pues, a diferencia de lo que sucede en el MALDI-TOF, el volumen de muestra es suficientemente grande.